# 奇克拉約省
奇克拉約省（西班牙語：Provincia de Chiclayo），是秘魯的省份，位於該國西北部蘭巴耶克大區，首府是奇克拉約，面積3,288平方公里，2005年人口738,057，人口密度每平方公里220人。